# 川島裕
川島裕（1942年5月2日—）是一名日本官僚、外交官、侍從長，曾經擔任外務事務次官。

## 生平
先後就讀慶應義塾幼稚舍、東京都立日比谷高等學校、東京大學法學部，1964年（昭和39年）外務省入省，同期入省的外交官有加藤紘一、法眼健作、原口幸市、橋本宏、渡邊伸、松尾克俊等等。
1966年（昭和41年）、劍橋大學三一學院畢業，其後擔任官房人事課長、官房審議官、日本駐韓大使館公使，1992年（平成4年）10月起擔任駐韓国特命全權公使。

## 荣誉

### 日本勋章奖章
- 瑞宝大绶章（2016年4月29日公布）

### 外国勋章奖章
- 墨西哥阿兹特克雄鹰勋章（西班牙语：Orden Mexicana del Águila Azteca）（墨西哥，2003年12月8日公布[2]）：墨西哥总统比森特·福克斯·克萨达于2003年10月15日至18日对日本进行国事访问。
- 奥兰治-拿骚大军官勋章（荷兰，2014年10月25日公布[3]）：荷兰国王威廉-亚历山大于2014年10月29日至31日对日本进行国事访问。